# بالاحصار کندز
بالاحصار کندز یا قهن‌دُژ قلعه قدیمی بزرگی است که در شهر کندز، شمال افغانستان واقع شده است. این شهر در قرن ۲۰‌ام پیش از میلاد بدستور پادشاهان کیانی بلخ ساخته شد.
نظر به تاریخ طبری، بالاحصار کندز ۳۵۰۰ سال پیش ذریعه یکی از پادشاهان فارسی که منوچهر از تبصره فریدون بوده، آباد شد.  این قلعه دارای چهار دروازه و دو حصار بزرگ و کوچک است. در زمان سلطان حسین بایقرا، این قلعه توسط حاکم آن امیر خسروشاه مرمت شد و مرکز تخارستان تعیین گردید. این قلعه در زمان امیر شیر علی خان و عبدالرحمن خان موقتا به تصرف خانات ازبکی در آمد اما در زمان امان‌الله شاه دوباره به افغانستان ملحق گردید.